# Yolande Cohen
Yolande Cohen  est née au Maroc, a étudié en mai 1968 à Paris, elle est historienne.

## Biographie
Née au Maroc, elle est l'aînée de ses frères. Elle étudie à Paris en 1968, puis elle immigre vers le Québec , est chargée de cours à Rimouski en 1976. Dans la même année, elle est enseignante d'histoire à l'Université du Québec à Montréal.
Elle s'occupe de quelques groupes minoritaires et est engagée à la fois à la fondation de Vélo Québec, du Regroupement des femmes du Québec et de Montréal écologique. Elle est membre de la Société royale du Canada.
En 1994, elle est candidate à la mairie de Montréal, à l'élection municipale du 6 novembre, face à Jean Doré et Jérôme Choquette.
Elle collabore occasionnellement au Huffington Post, édition Québec (HuffPost Québec), depuis sa création en février 2012, en publiant des billets de blogue sur divers sujets.

## Prix et concours
En 2012, Yolande Cohen est élue Présidente de l’Académie des Arts, des Lettres et des Sciences humaines de la Société Royale du Canada.
En 2011, elle reçoit le Grade de Chevalière de l’Ordre national de la Légion d’Honneur, décerné par le Gouvernement français. 
Yolande Cohen fut une des finalistes du Concours Femmes de l’année 2013, qui a été organisé par l'organisme Espace féminin arabe, dans les deux catégories, la première en art et culture et la deuxième en enseignement et recherche.
Elle a été nommée Chevalière de l'Ordre national du Québec en 2017.
En novembre 2024, Yolande Cohen a reçu le Prix Acfas André-Laurendeau. 

## Livres
- Les thèses universitaires québécoises sur les femmes, 1921-1981, édition Institut québécois de recherche sur la culture, 1983[8].

- Femmes et contre-pouvoirs[9].

- Femmes et politique, édition Le jour, 1981[10].

- Les jeunes, le socialisme et la guerre. Histoire des mouvements de jeunesse en France[11].

- Profession infirmière. Une histoire des soins dans les hôpitaux du Québec[12].

- Marie Berdugo-Cohen, Yolande Cohen, Joseph Lévy, Juifs marocains à Montréal : témoignages d'une immigration moderne[13].
- Femmes philanthropes : catholiques, protestantes et juives dans les organisations caritatives au Québec, 1880-1945[14].
- Les Juifs du Maroc à travers les âges[15].
- Femmes de parole : l'histoire des Cercles de fermières du Québec, 1915-1990[16].
- Les Sépharades du Québec : parcours d'exils nord-africains[17].
- Migrations maghrébines comparées : genre, ethnicité et religions (France-Québec, de 1945 à nos jours)[18].
- Les sciences infirmières, genèse d'une discipline : histoire de la Faculté des sciences infirmières de l'Université de Montréal[19].
- Juifs marocains à Montréal : témoignages d'une immigration moderne[20].
- Women and counter-power[21].
- Encrages féministes : un moment de réflexion dans la recherche féministe[22].